# Kraftwerk Herrenhausen
Das Kraftwerk Herrenhausen ist ein Gaskraftwerk im hannoverschen Stadtteil Leinhausen, das von den Stadtwerken Hannover betrieben wird.

## Geschichte

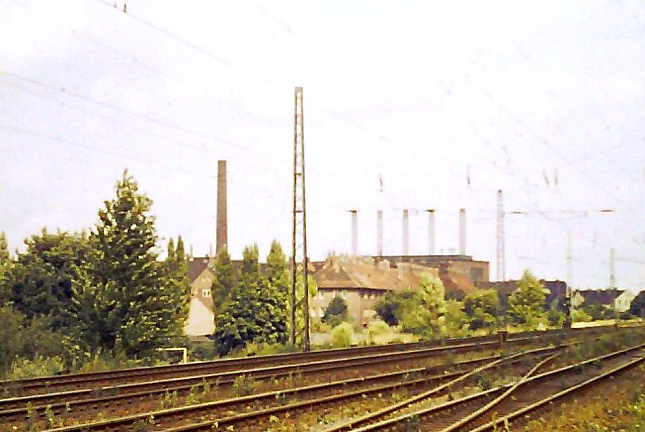
Kraftwerk Herrenhausen um 1969

Im Jahr 1900 beschloss die Stadt Hannover, ein neues Kraftwerk zu bauen. Das Drehstromwerk in der Nähe des Bahnhofs Leinhausen ging 1902 in Betrieb. Bereits ab 1907 wurde es zum ersten Mal ausgebaut. Nach diesem Ausbau benötigte man mehr Kühlwasser, das ab 1912 der Leine entnommen werden durfte; parallel mit dem Bau des Kraftwerkes entstanden ab 1913 Arbeiterwohnhäuser in der Elbestraße.
Ab 1950 wurde das Werk stark modernisiert und 1991 zu einem mit Gas betriebenen Heizkraftwerk umgebaut. Im Jahr 1976 entstand der Turm – ein 100-MW-Block – für Fernwärme. Von den sechs Schornsteinen des ehemaligen Kohlekraftwerks sind nur noch die Sockel vorhanden. Das heutige Gaskraftwerk ist der benachbarte Block B, der durch seine zylindrische Bauweise auffällt. Es beherbergte eine Zeit lang eine Brennstoffzelle mit einigen Kilowatt Leistung, das Forschungsvorhaben wurde mittlerweile beendet.
Von der Leitwarte des Kraftwerks Herrenhausen aus werden die regenerativen Erzeugungsanlagen im Stadtwerke-Netzgebiet gesteuert: Leine-Wasserkraftwerk Herrenhausen, Wasserkraftwerk Schneller Graben, Biogasaufbereitungsanlage Ronnenberg, Deponiegasnutzungsanlage Hannover-Lahe, Windkraftanlage Kronsberg sowie mehrere Photovoltaikanlagen.
Im Mai 2014 wurde die stillgelegte Kesselhalle des Kraftwerks für eine Theaterveranstaltung genutzt.
Die Presse berichtete im Januar 2014, dass das Kraftwerk Anfang 2015 stillgelegt werden soll. Die Webseite des Betreibers kündigte im August 2015 eine Stilllegung der Elektrizitätserzeugung für Anfang 2016 an, die Fernwärmeerzeugung (Block B) solle jedoch in Betrieb bleiben.
Anfang 2016 kündigten die Stadtwerke Hannover an, mit ihrem Kooperationspartner Accumotive – einer Tochter der Daimler AG – ein  auf Batterie-Speicherkraftwerk auf dem Gelände des Kraftwerks zu bauen. Das Batterie-Speicherkraftwerk wurde 2018 im Endausbau fertiggestellt und stellt eine Gesamtleistung von 17,4 MW zur Regelleistungsvermarktung und Zwischenspeicherung von Tagesüberschüssen zur Verfügung.

## Weitere Kraftwerke der Stadtwerke Hannover
- Gemeinschaftskraftwerk Hannover
- Heizkraftwerk Linden